# 中國漆器

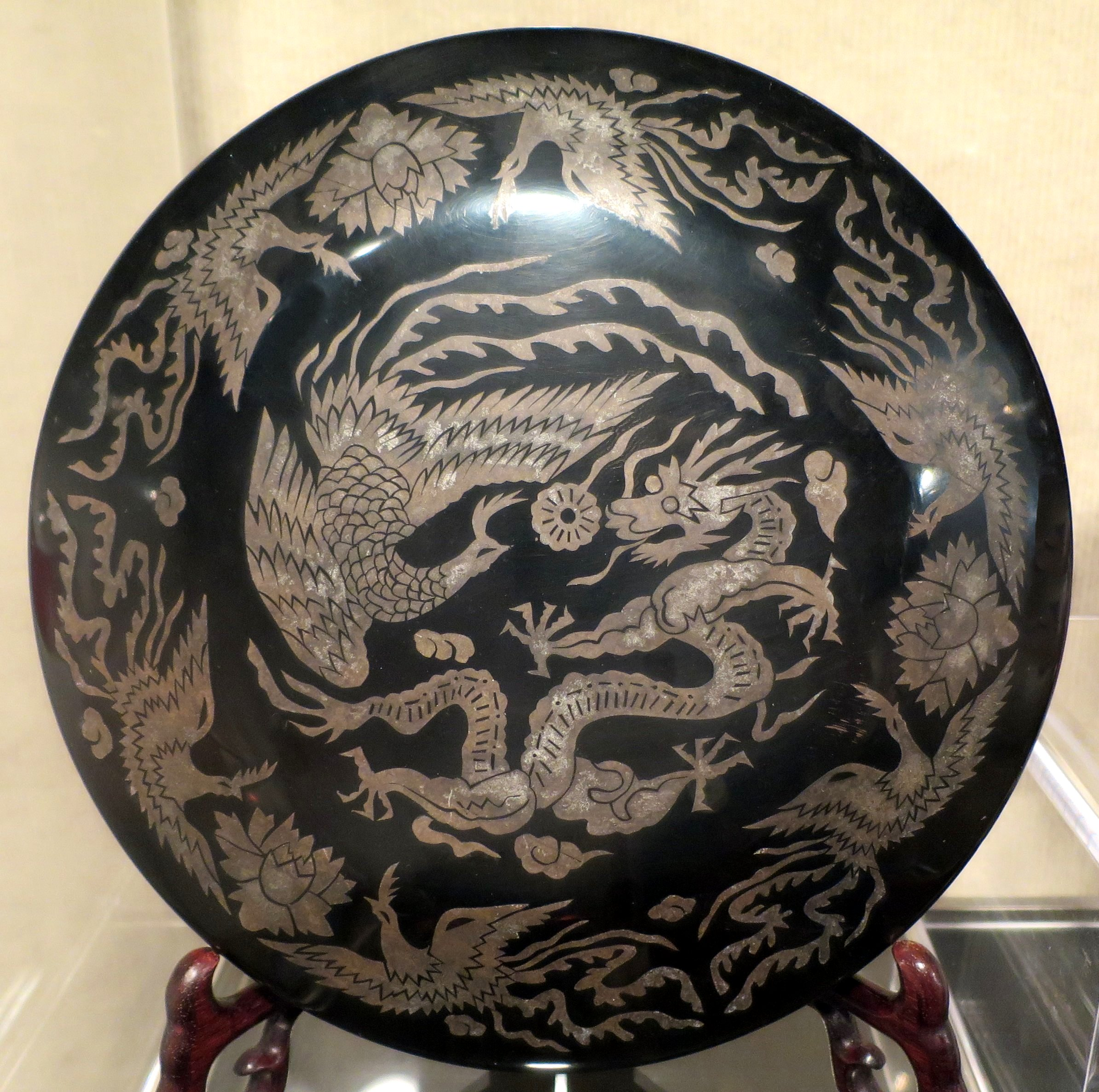
中國黑漆盒，木本漆銀，20世紀，東西中心

中國古代漆器的工藝，早在新石器時代就已經出現，夏代的木胎漆器不僅用於日常生活，也用於祭祀，並常用朱、黑二色來髹塗。《韓非子·十過》中記載：“禹作為祭器，墨染其外，而朱畫其內」，被認為是對早期漆器的描述。殷商時代已有「石器雕琢，觴酌刻鏤」的漆藝。1973年河北省藁城县成台西村商代遺址中出土的漆器殘片，在木胎上雕飾饕餮紋，並塗上朱、黑兩色的漆。
周朝的漆器則除了朱畫之外，還用貝殼、金、玉等材料裝飾嵌入漆器，以貝殼嵌入漆上裝飾的稱為螺鈿。
春秋、戰國時，漆器的木胎生產變的更加容易，部分生活用品常用漆器；胎骨材料也變的更加多樣化。此外為了增加器物的立體感，使其更加精美，雕刻和漆工互相結合，許多動物形象經過雕刻，巧妙的纏結在一起，漆器的用色也更為豐富，技法也更為熟練，圖案表顯多為宗教及當時的生活型態。
秦、漢時代漆器工藝走向繁榮興盛的的重要時期，當時漆器是貴重物品的代表，因它胎體輕便、方便使用、光澤美麗，甚至取代了青銅器。秦代的漆工業承襲了春秋戰國時楚、秦的風格且加以創新。
西漢漆器到達鼎盛時期，數量之多、規模之大也反映出漆器為當時人普遍使用。西漢時期，漆器的製造已有細緻的分工。1959年貴州清鎮平壩村漢墓出土西漢耳杯，其銘文顯示西漢有素工，髹工，上工，銅耳黃塗工，畫工，清工，造工等工種。漢代的漆器造型多樣，也考慮到現實生活中的使用方便，出現了多子盒：奩的出現。器物的裝飾除了彩繪和針刻，也出現金銀鑲嵌（戧金），更調配出各色的油彩以作畫。裝飾題材具體反映出漢代道教和巫術信奉的思想與生活內容。
漆器在漢代以後急遽衰退。桑弘羊在《鹽鐵論·散不足》中批評漆器成本太高，“一杯棬用百人之力，一屏風就萬人之功”，極大地浪費了社會生產。加上物美價廉的瓷器工藝日漸成熟，漆器逐漸脫離日常生活用具的範圍。西晉以後到南北朝，由於佛教的盛行，出現利用夾紵工藝所造的大型佛像，此時的漆工藝被用來為宗教信仰服務，夾紵胎漆器也因而發展。所謂的夾紵是以漆輝和麻布造型作為漆胎，胎骨輕巧而堅牢。
唐代經濟發達文化繁榮，種種因素使工藝美術也隨之發達，在藝術、技術以及生產上，皆遠超過前期。唐朝漆器大放異彩，呈現出華麗的風格，漆器製作技術也往富麗方向發展，金銀平脫、螺鈿、雕漆等製作費時、價格昂貴的技法在當時極為盛行。
宋代漆器的製胎和髹飾技藝已經十分成熟，當時不僅官方設有專門生產機構，民間製作漆器也很普遍。漆器所製作的器皿，樣式多且富變化，造型簡樸，表現出器物結構比例之美。一般而言，宋代漆器以素色靜謐為主。
元朝時手工業受到相當重視，江南的嘉興一帶成為漆器產業的重要中心。官辦、民辦組織龐大，加上社會經濟條件的允許，漆器名匠輩出。漆器品種不少，以螺鈿、戧金、雕漆等製作水準最高，其中雕漆為元代漆器成就的代表之作。
明代工藝美術跨入新的階段，官方設廠專制御用的各種漆器，並由著名的漆藝家管理。除了官設的漆器廠外，民間漆器生產也遍及大江南北。明代江南漆器名家輩出，明初有張德剛，包亮，明代中期有方信川，明末有江千里等，並出現集漆器工藝之大成的著作：黃成著，楊明注《髹飾錄》。
髹飾工藝在這時有很大的革新，結合多種傳統技法，兩種以上的技法作結合，不同的文飾在不同的素地上更換，開創出千文萬華的繁榮局面。

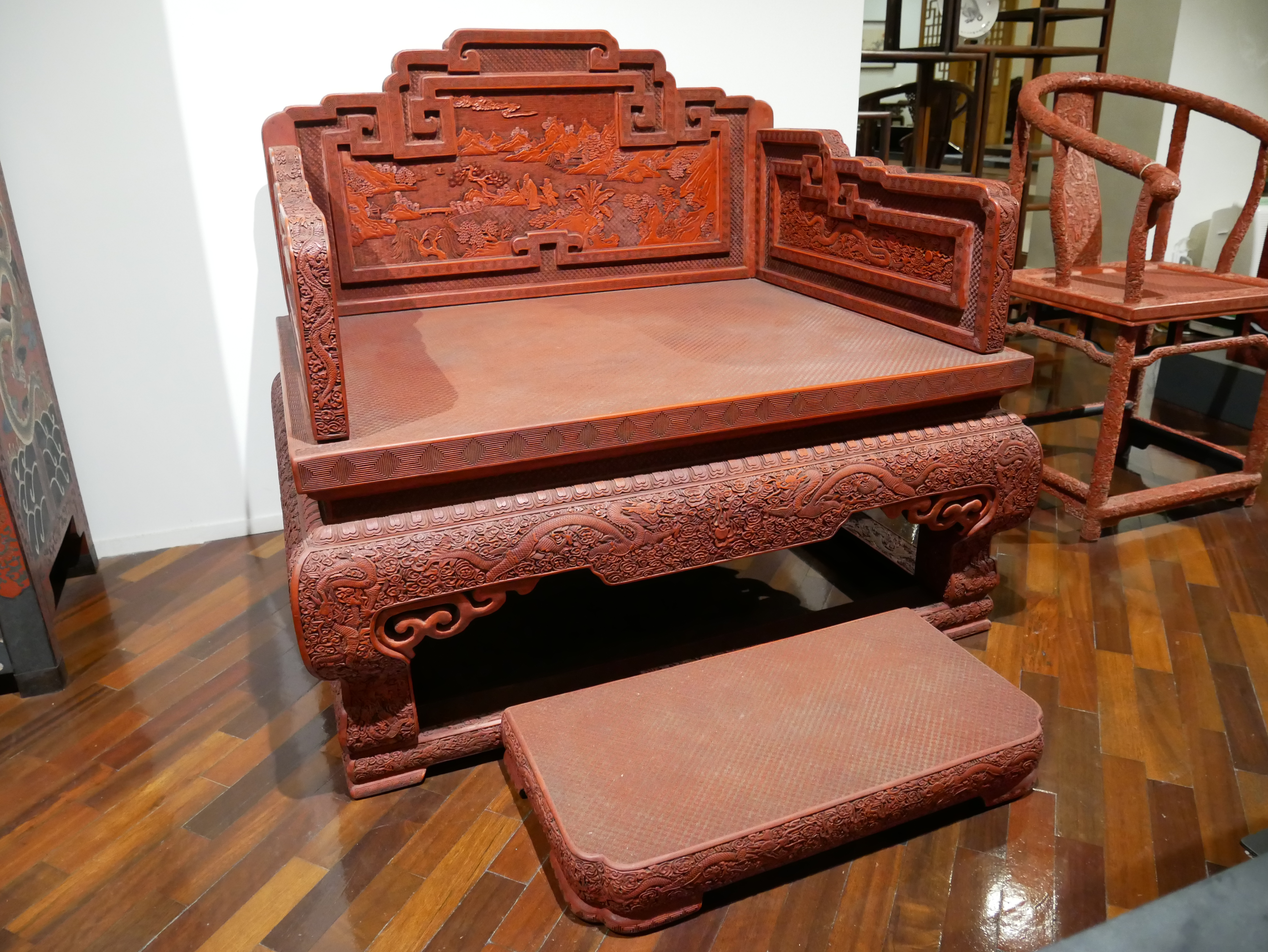
雕漆帶托泥寶座

清代初期製漆業承續明朝，在全國各地發展，以乾隆時期為盛，並逐漸形成各自的製作中心及地方的特色。乾隆年间以红漆造龙椅。直到晚清，清政府的政治從一片繁榮到政治腐敗，整個手工業亦受到波及，除少數地區仍有貢獻外，漆器製造和其他工藝一樣，進入了衰落時期。
今日中國大陸和台灣，漆器仍是民間工藝的重要組成部份，著名的漆器工藝，包括福州的脫胎漆器，廈門的髹金漆絲漆器，廣東暈金漆器，揚州螺鈿漆器，山西平遙推光漆器，成都銀片罩花漆器，安徽屯溪犀皮漆器，北京剔紅漆器，細螺鈿漆器，台灣南投縣黑髹漆器等。

## 外部連結
- 维基共享资源上的相關多媒體資源：中國漆器